# Успенська (станція)
Успéнська — прикордонна залізнична станція Ростовського регіону Північно-Кавказької залізниці на лінії Іловайськ — Ростов-Головний. Розташована в селі Авіло-Успенка Матвієво-Курганського району Ростовської області.
Станція є прикордонною між Росією та Україною (де-факто — з тимчасово окупованою частиною Донецької області).

## Історія
Станція відкрита 1869 року. 
У 1961 році станція  електрифікована змінним струмом (~25 кВ) в складі дільниці Іловайськ — Марцево.
До 1992 року дільниця Успенська — Марцево належала Донецькій залізниці.

## Пасажирське сполучення
Через станцію Успенська до 2014 року прямували декілька пар поїздів далекого сполучення та вантажні поїзди переважно у напрямку Криму, Донбасу, Центральної України та Молдови. Всі поїзди далекого сполучення на станції мали тривалу зупинку (близько однієї години) для проходження прикордонного та митного контролю.
У 2014 році, через російську збройну агресію проти України, інтенсивність пасажирського залізничного сполучення з Україною зменшилася, маршрути поїздів були змінені через бойові дії та втрату контролю Україною над тимчасово окупованими територіями Донецької та Луганської областей. Таким чином, з 2014 року станція Успенська приймає і відправляє лише приміські електропоїзди, що сполучають станцію Успенська з Таганрогом, Ростовом-на-Дону на державному кордоні з Україною.
| Рух приміських поїздів по станції Успенська |                             |                          |
| №                                           | Маршрут сполучення          | Періодичність курсування |
| 6301                                        | Успенська — Таганрог II     | Щоденно                  |
| 6302                                        | Таганрог II — Успенська     | Щоденно                  |
| 6303                                        | Успенська — Таганрог II     | Щоденно                  |
| 6304                                        | Таганрог II — Успенська     | Щоденно                  |
| 6074                                        | Ростов-Головний — Успенська | Щоденно                  |
| 6305                                        | Успенська — Таганрог II     | Щоденно                  |
| 6313/6081                                   | Успенська — Ростов-Головний | Щоденно                  |
| 6306                                        | Таганрог II — Успенська     | Щоденно                  |
| 6307                                        | Успенська — Таганрог II     | Щоденно                  |
| 6308                                        | Таганрог II — Успенська     | Щоденно                  |
| 6309                                        | Успенська — Таганрог II     | Щоденно                  |
| 6310                                        | Таганрог II — Успенська     | Щоденно                  |

З 2017 року «окупаційний уряд ОРДО» призначив щоденний пасажирський поїзд сполученням Ясинувата — Іловайськ — Успенська. Митні та прикордонні операції здійснюються на станції Успенська.